# Iziaslav
Pour les articles homonymes, voir Iziaslav Ier, Iziaslav II et Iziaslav III de Kiev.
Iziaslav (en ukrainien : Ізяслав, Заслав, Жеслав ; en russe : Изяслав ; en polonais : Zasław) est une ville du raïon de Chepetivka, de l'oblast de Khmelnytskyï, en Ukraine. Sa population s'élevait à 15 996 habitants en 2022.

## Géographie
Iziaslav est arrosée par la rivière Horyn et se trouve à 68 km au sud-est de Rivne, à 79 km au nord de Khmelnytskyï et à 267 km à l'est de Kiev.

## Histoire
La première mention d'Iziaslav remonte à 1390, qui reçoit le statut de ville en 1583 avec une charte de Magdebourg. La ville fut prise et brûlait en partie lors du Soulèvement de Khmelnytsky en 1649. On y trouve les ruines d'un château du XVIe siècle. À la suite des partages de la Pologne elle devint russe.

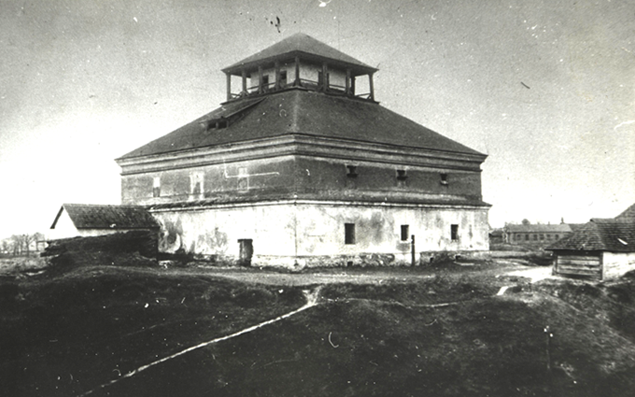
L'un des deux châteaux classé au Registre national des monuments immeubles d'Ukraine.

Avant la Seconde Guerre mondiale, la habitants juifs de la ville étaient nombreux depuis plusieurs centaines d'années et représentaient 28 % de la population totale. Dès l'arrivée des allemands, ils sont enfermés dans un ghetto et plusieurs centaines seront assassinés lors d'exécutions de masse perpétrées par un Einsatzgruppen,

## Étymologie du nom
Le nom de la ville est formé sur la base de l'hydronyme russe "slavuta", c'est-à-dire "rivière". Ainsi, le toponyme indique principalement l'emplacement de la colonie urbaine d'origine de Zaslav "derrière le célèbre", c'est-à-dire derrière la rivière. Au cours du développement de la langue ukrainienne, des variantes du nom sont apparues : Zaslav, Zheslav, etc.
Le nom de la ville dans différentes langues, à différentes heures :
- Zaslavia est le nom latin de la ville.
- Zasław est un nom polonais.
- זסלב est un nom hébreu.
- Izyaslav, Izyaslavl est un nom russe. Il est utilisé conformément au décret de l'empereur russe Nicolas II de 1910.
- Saslau est un nom allemand.
- Izyaslav' est le nom russe officiel, c'est une translittération ukrainienne du nom russe de la ville.

## Emblème
L'image la plus ancienne des armoiries de la ville est connue du sceau du magistrat Zaslav du XVIe siècle. A cette époque, la communauté utilisait les armoiries des propriétaires de la ville, les princes Zaslavsky.
Le 17 décembre 1754, la ville de Nowy Zaslav reçoit un privilège de localisation de l'électeur de Saxe, du roi de Pologne, du grand-duc de Lituanie et de Russie Auguste III Frédéric, qui contient l'image des nouvelles armoiries de la ville. Par la suite, l'image des armoiries fut reproduite dans le transumpt (copie homologuée) du privilège en date du 17 février 1767. Les deux images différaient par leurs caractéristiques formelles. Dans la version transumpt, le bouclier était pris dans un cartouche.
Au lieu de cela, les armoiries approuvées par les autorités russes le 22 janvier(2 février) 1796 représentaient les armoiries du centre provincial de la ville de Novograd-Volynsk dans la partie supérieure du bouclier croisé; dans la partie inférieure, il y a une imitation des anciennes armoiries de la ville.

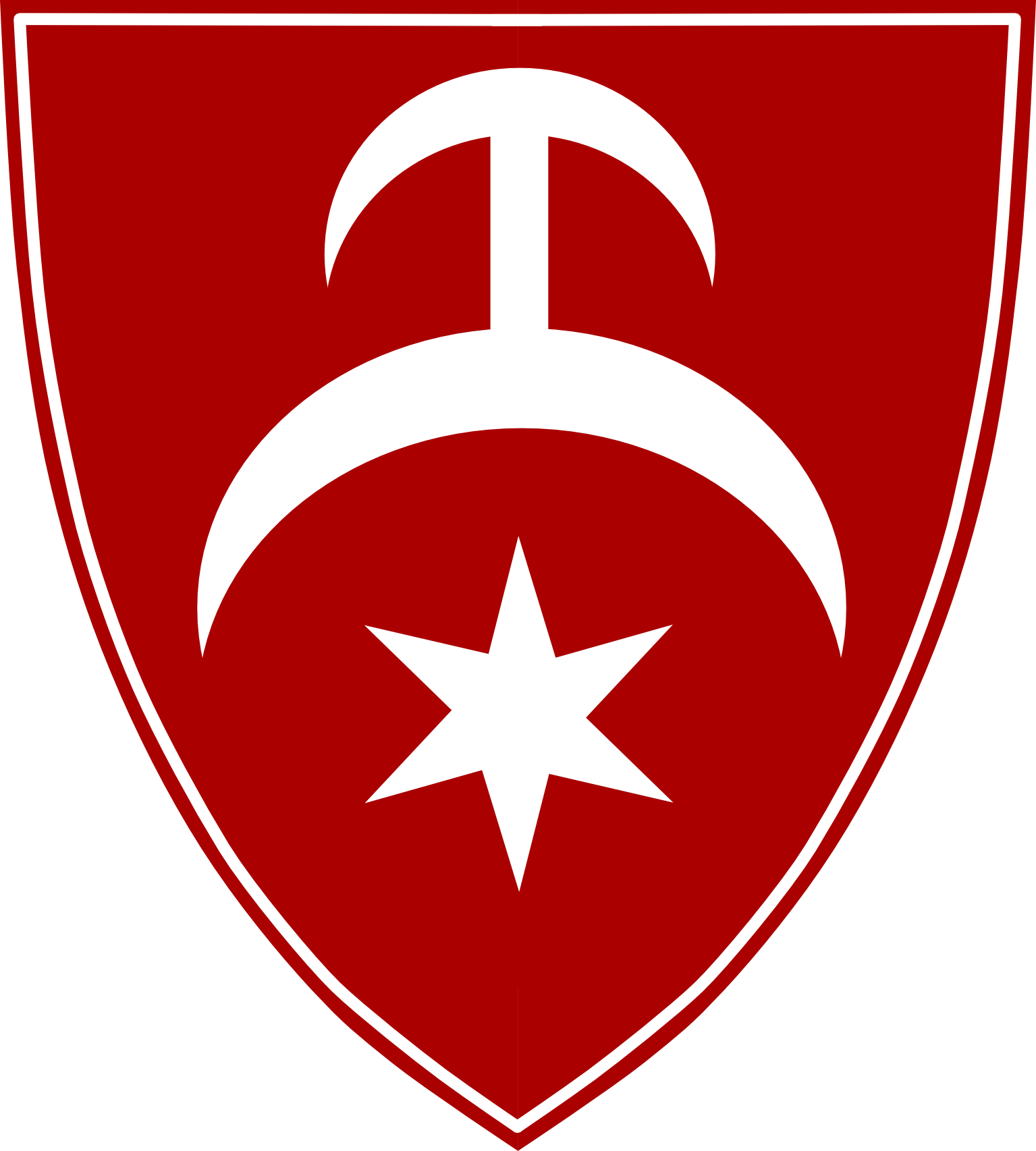
Armoiries de Zaslava du XVIe siècle
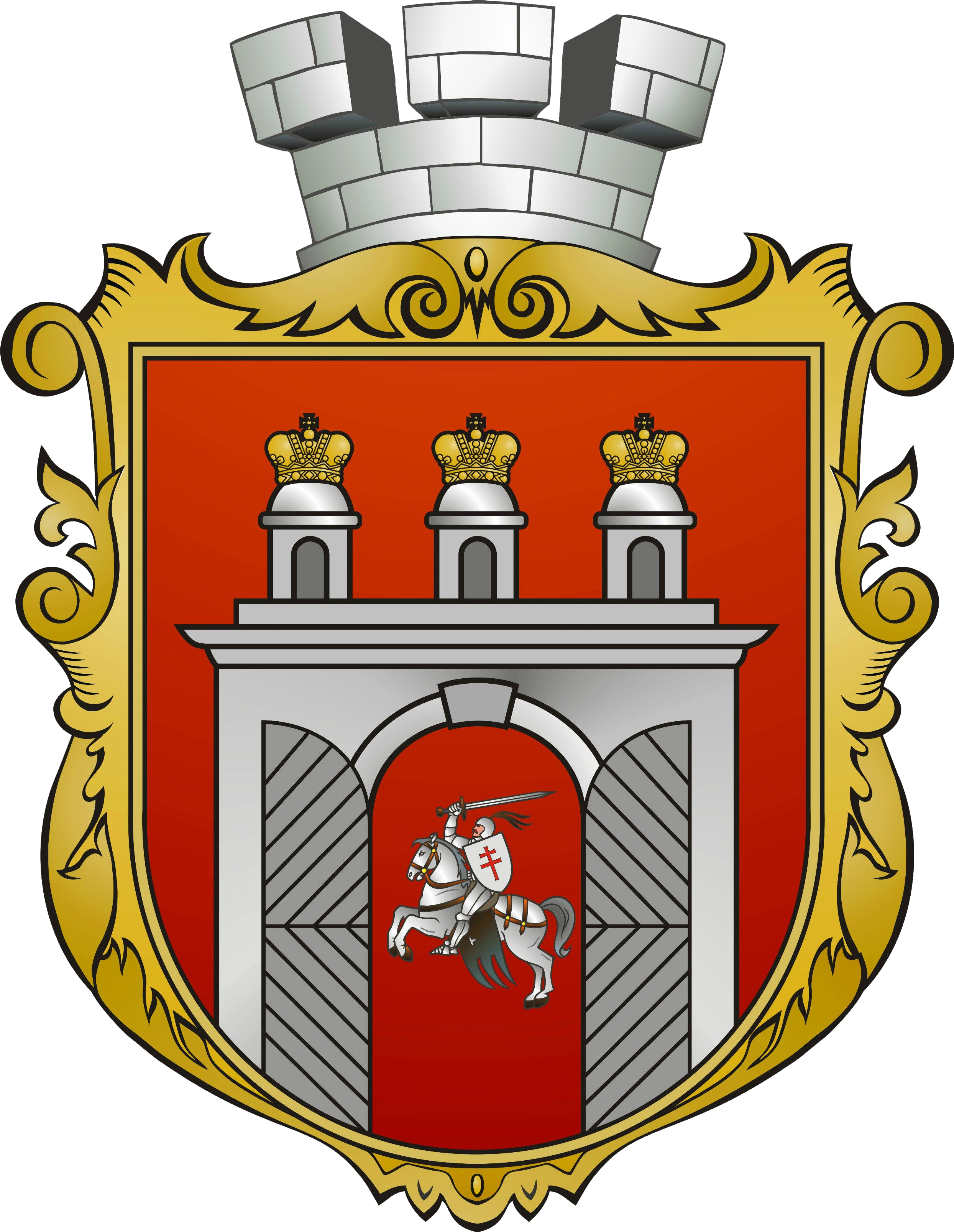
Armoiries de Novy Zaslav depuis 1754
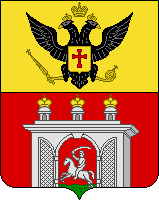
Armoiries de Zaslava depuis 1796

## Population
Recensements (*) ou estimations de la population :
| 1897*  | 1923* | 1926*  | 1939*  | 1959*  | 1970*  |
| ------ | ----- | ------ | ------ | ------ | ------ |
| 12 611 | 9 376 | 10 401 | 11 585 | 11 587 | 14 671 |

| 1979*  | 1989*  | 2001*  | 2010*  | 2012   | 2013   |
| ------ | ------ | ------ | ------ | ------ | ------ |
| 14 811 | 17 567 | 18 444 | 17 275 | 17 198 | 17 172 |

## Éléments culturels

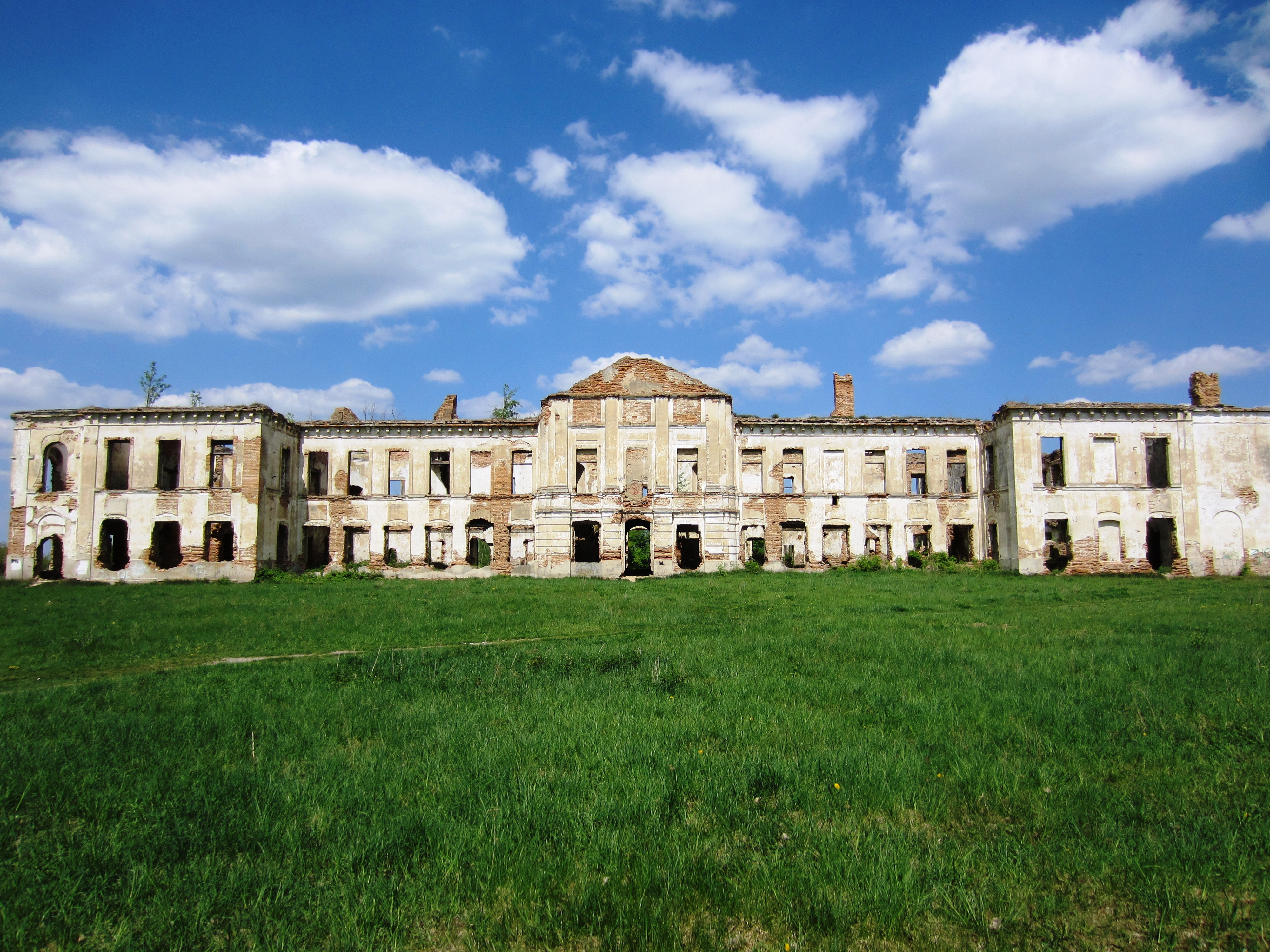
Le palais Sangusko classé
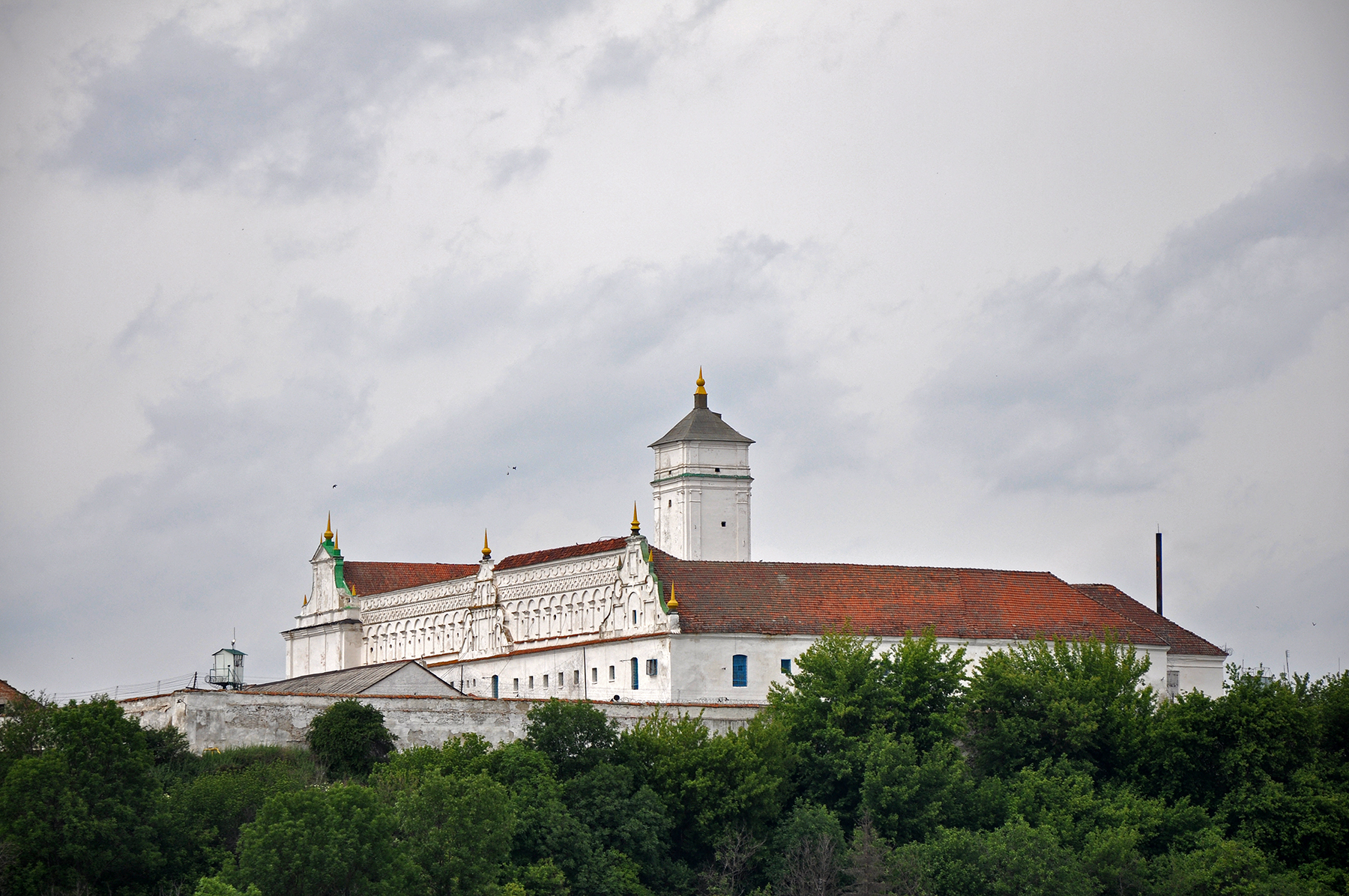
le monastère des Bernardins et l'église st-Michel classé
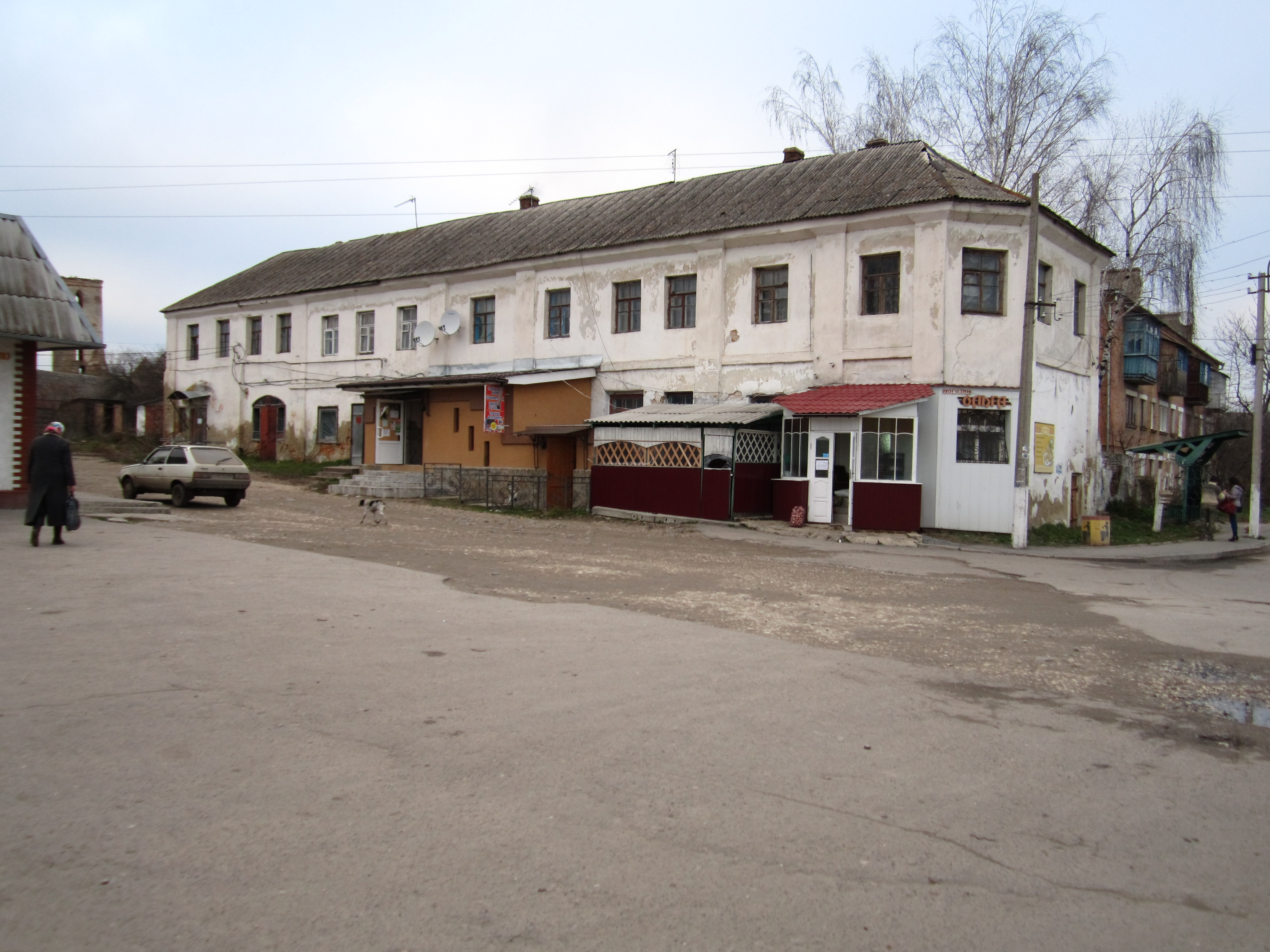
le marché  classé
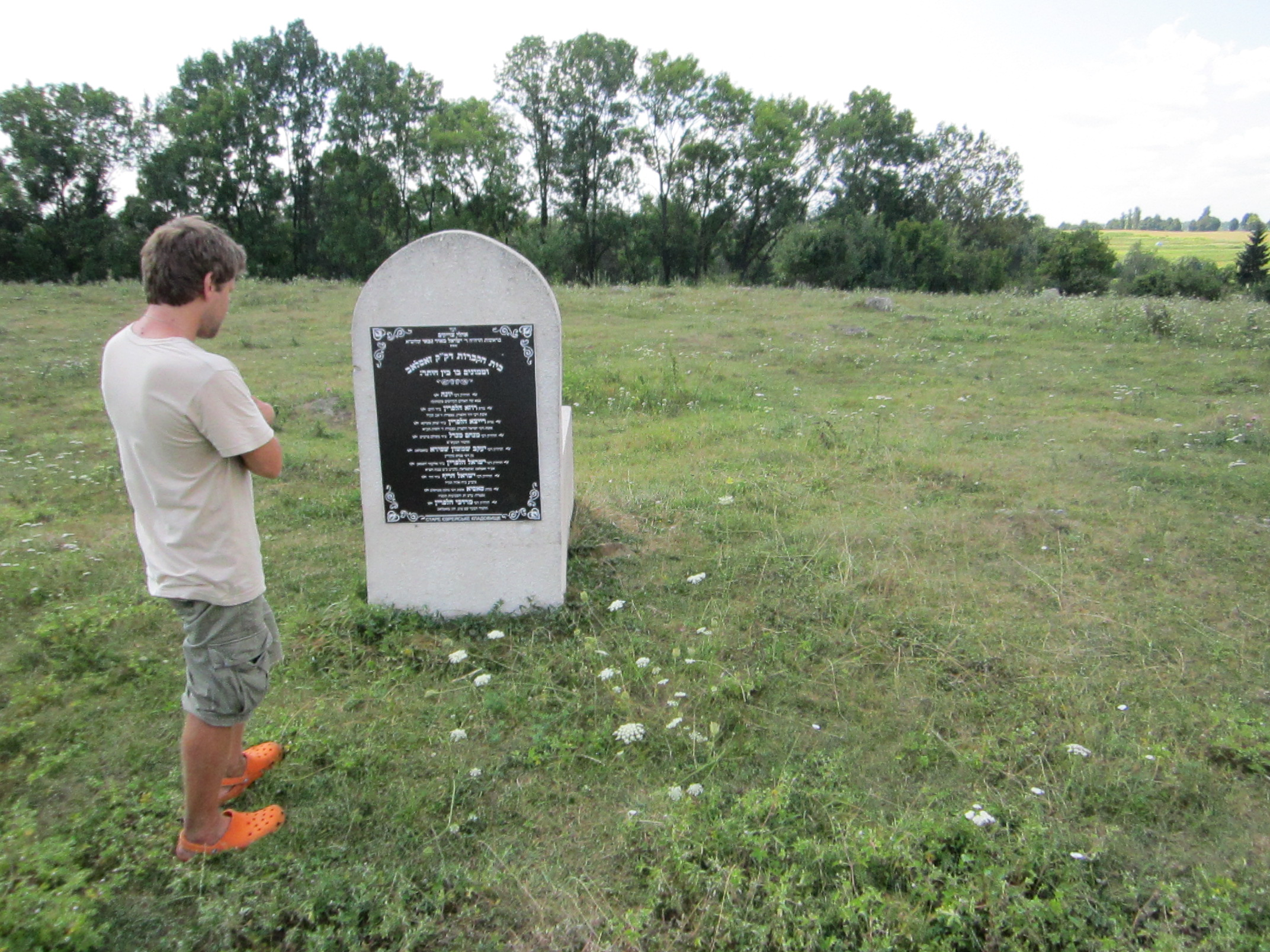
Mémorial du cimetière juif  classé[14].

## Personnalités
- Eugene Nakonechny, architecte
- Serhiy Kot (1958-2022), historien ukrainien[15].